# Federico Gasperoni
Federico Gasperoni (Città di San Marino, 10 settembre 1976) è un ex calciatore sammarinese, di ruolo portiere.

## Carriera

### Club
Ha giocato nelle giovanili del Ravenna. In seguito ha vestito la maglia del Pietracuta e della Folgore Falciano, club sammarinese, con cui ha vinto un campionato, mentre in seguito si è trasferito all'Urbino.
Nel suo palmarès figurano anche due finali perse di campionato, una finale persa di Coppa Titano ed una presenza in Coppa UEFA.

### Nazionale
Dal 1996 al 2005 ha giocato tutte le 41 partite possibili della propria Nazionale, senza mai essere sostituito. Il suo record si è fermato a causa di un infortunio al ginocchio il 4 giugno 2005, quando fu Michele Ceccoli a giocare al suo posto (la partita si concluse con una sconfitta interna del San Marino per 3-1 contro la Bosnia ed Erzegovina).
Ha partecipato alla XIII edizione dei Giochi del Mediterraneo (Bari 1997).
Ha fatto il suo esordio in campo internazionale il 9 ottobre 1996 nella partita persa in casa per 0-3 contro il Belgio. In ordine cronologico si tratta del terzo atleta ad aver difeso i pali di San Marino; egli ha sostituito Stefano Muccioli che a sua volta aveva preso il posto di Pierluigi Benedettini.

## Ciclismo
Ha inoltre partecipato ai Giochi dei piccoli stati d'Europa disputati nel Liechtenstein nel 2011, vincendo la medaglia d'argento nella prova a squadre su strada.

## Palmarès

### Calciatore
- Eccellenza Marche: 1

2002-2003

### Individuale
- Premio Pallone di Cristallo: 1

2004